# Wilhelm von Tegetthoff

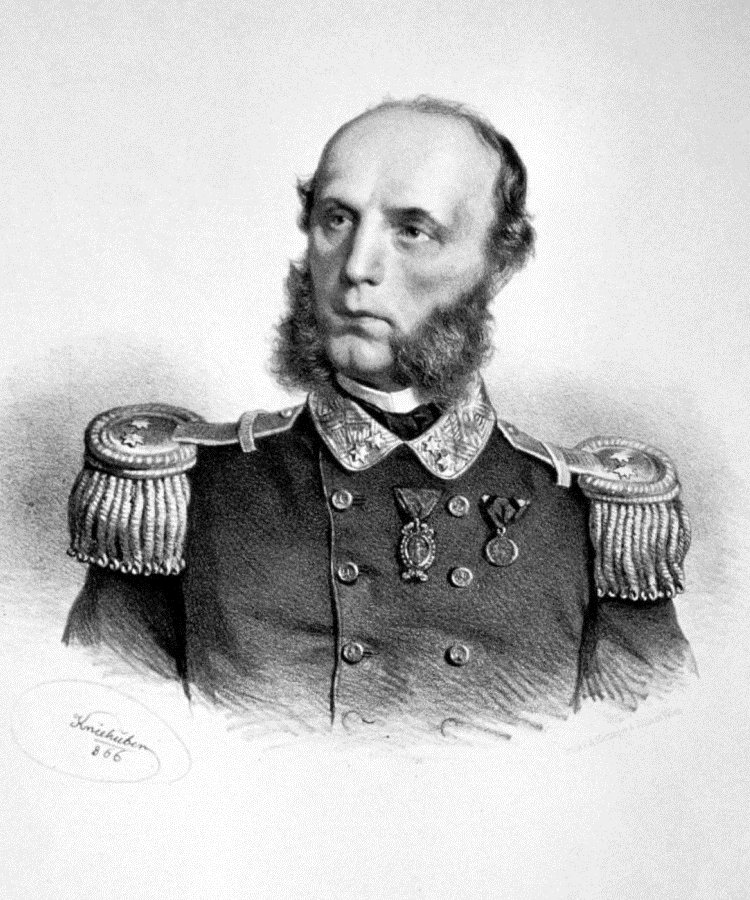
Wilhelm von Tegetthoff

Wilhelm Freiherr von Tegetthoff (Marburg an der Drau, 23 december 1827 – Wenen, 7 april 1871) was een Oostenrijkse admiraal. Men beschouwt hem nu als een van de beste vlootcommandanten van de 19de eeuw. Tegetthoff is bekend door zijn nieuwe tactieken en zijn inspirerende leiderschap.

## vroege leven en carrière
Tegetthoff werd geboren in Marburg an der Drau, Oostenrijk (tegenwoordig Slovenië) op 23 december 1827. Hij bezocht van 1840 tot 1845 het marinecollegium (zeevaartschool) te Venetië. Hij was een matroos gedurende het begin van de Italiaanse revolutie (1848) voordat hij gepromoveerd werd en zijn eigen schip kreeg. Hij nam deel aan de Oostenrijkse blokkade van Venetië van mei tot augustus 1849. Tegetthoff werd gepromoveerd tot luitenant op 16 juni 1851 en tot 1ste klasse luitenant op 16 november 1852. Hij patrouilleerde tijdens de Krimoorlog. In december 1857 werd hij een staflid. Hij werd kapitein op 23 november 1861 en een jaar later kreeg hij het bevel over het Levantsquadron.

## Tweede Duits-Deense Oorlog en de Pruisisch-Oostenrijkse Oorlog
Tijdens de Tweede Duits-Deense Oorlog kreeg Tegetthoff het bevel over een kleine Oostenrijkse vloot die in de Noordzee de Pruisische zeemacht moest versterken tegen de superieure Deense marine. In de Zeeslag bij Helgoland vatte zijn vlaggenschip vlam. Dit verplichtte de Oostenrijkers en Pruisen om zich terug te trekken naar neutrale wateren rond het, toen Britse, eiland Helgoland.
Tegetthoff kreeg voor zijn verdienste bij Helgoland de promotie tot vlagofficier. Hij werd de bevelhebber van de Oostenrijkse vloot, vlak voor de oorlog met Italië. Hoewel de Italiaanse vloot veel groter en sterker was besloot Tegetthoff om terug te vechten na een succes dat eerder behaald was op de Italianen.
De Italianen verloren de eerste paar weken alleen maar van de Oostenrijkers. De Italiaanse marine hoopte een overwinning te behalen door hun voltallige vloot op te stellen tegenover de zeebasis bij Lissa. Tegethoff wou, aangezien het zicht verschrikkelijk was door de rook die uit de Italiaanse schepen kwam, de vijandige vloot rammen. Hij miste aanvankelijk volledig, maar toen hij nogmaals probeerde raakte hij ze wel. Hij zorgde dat er twee Italiaanse schepen vlam vatten en enkele andere beschadigd raakten. Andere schepen van zijn vloot behaalden ook succes en vernielden nog enkele schepen. Deze overwinning veranderde niet veel aan het resultaat van de oorlog, de Italianen wonnen.

## Latere leven
In 1868 werd Tegethoff de bevelhebber van de marinesectie van het ministerie van oorlog. Ondanks harde tegenstand van de leiding kon hij toch een volledige hervorming van de Oostenrijkse marine doorvoeren.
Tegetthoff overleed plotseling op 7 april 1871 te Wenen aan een longontsteking.